# Пихтовка (Кемеровская область)
Пихто́вка — деревня в Мариинском районе Кемеровской области. Входит в состав Лебяжьего сельского поселения.
Улицы: Крутая, Ленинградская, Лесная, Пожарная, Поперечная, Таёжная. Индекс почтовый 652198.

## География
Центральная часть населённого пункта расположена на высоте 158 метров над уровнем моря, в юго-восточной части Западно-Сибирской равнины

## Население
По данным Всероссийской переписи населения 2010 года, в деревне Пихтовка проживает 295 человек (142 мужчины, 153 женщины).

## Социальная и экономическая сфера
Образовательные организации: Пихтовская основная общеобразовательная школа (20 обучающихся) Архивная копия от 27 мая 2016 на Wayback Machine, Пихтовский детский сад «Гнёздышко» (6 воспитанников)  Архивная копия от 2 июня 2016 на Wayback Machine, библиотека.

## История и туризм
Село Пихтовка Мариинского района расположено на историческом Сусловском тракте, по которому грузы и людей доставляли к Транссибу из Томского Причулымья (с.Тегульдет Томской области). Сусловский тракт протяженностью в 150 верст (160 км) введён в строй в 1916 году. С 30-х и 40-х годов он стал дорогой для грузов, спецпереселенцев (поляки, украинцы, белорусы) на десятилетия. Одно из спецпоселений на Сусловском тракте — Четь-Пески (3 км севернее Четь-Конторки).